# 俄罗斯电讯社
俄罗斯电讯社（俄语：Российское телеграфное агентство）是苏维埃俄国在1918年至1935年间的官方通讯社，1925年苏联电讯社成立后，俄罗斯电讯社继续作为苏俄的通讯社而存在。1935年，俄罗斯电讯社被解散，其功能被合并至苏联电讯社。